# Jesús Galindo y Villa
Jesús Galindo y Villa (Ciudad de México, 27 de octubre de 1867 - ibídem, 1937) fue un ingeniero, catedrático, museólogo, historiador y académico mexicano. Se especializó en diversos campos tales como las biografías, el arte, la geografía y los códices prehispánicos.

## Biografía
Realizó sus estudios de ingeniería en la Ciudad de México. Impartió cátedra de historia, geografía y archivonomía en el Museo de Arqueología, Historia y Etnografía, en la Escuela Nacional Preparatoria, en la Escuela Nacional de Altos Estudios, en el Conservatorio Nacional de Música y en la Escuela Superior de Comercio y Administración. Fue regidor del Ayuntamiento de la Ciudad de México en dos ocasiones. Paralelamente, fue director del Museo Nacional de Arquitectura, de la Academia de Bellas Artes, del Conservatorio Nacional de Música y del Archivo de la Secretaría de Relaciones Exteriores. 
Fue miembro y presidente de la Sociedad Mexicana de Geografía y Estadística, de la Sociedad Astronómica de México, de la Sociedad Científica “Antonio Alzate”. En 1919, fue miembro fundador de la Academia Mexicana de la Historia, ocupó el sillón N° 9 y fue director de 1922 a 1925. Murió en la Ciudad de México en 1937.

## Obras publicadas
- Apuntes de órdenes clásicos y composición de arquitectura, en 1898.
- La educación de la mujer mexicana al través del siglo XIX, en 1901.
- Don Joaquín García Icazbalceta: biografía y bibliografía, en 1904.
- La fundación de la Villa Rica y su autor: la obra de la conquista española en México, en 1920.
- El Museo Nacional de Arqueología, Historia y Etnología. Breve reseña, en 1922.[2]
- Don Francisco del Paso y Troncoso: su vida y su obra, en 1923.
- Historia sumaria de la Ciudad de México, en 1925.
- Don Joaquín García Icazbalceta: su vida y su obra, en 1925.
- Elementos de historia general, en 1926.
- Geografía sumaria de la República mexicana, en 1926.
- El códice Troano: el Templo de los Guerreros en Chichén Itzá, en 1931.
- Geografía de la República mexicana: geografía biológica y geografía humana.
- Polvo de historia.
- Colección de Mendoza o códice mendocino: documento mexicano del siglo XVI.